# 아오노 유키
아오노 유키(일본어: 蒼乃 夕妃 あおの ゆき[*], 1983년 9월 12일 - )는 일본의 배우이다. 전 다카라즈카 가극단 츠키구미 톱여역이다.
오카야마현 오카야마시, 산요 여자고등학교 출신이다. 키 164cm, 혈액형 O형이다. 애칭은 "마리모", "유키"이다.
소속사는 토호 예능이다.

## 약력
2002년, 다카라즈카 음악학교에 입학.
2004년, 다카라즈카 가극단 90기생으로 입단. 유키구미 공연 「스사노오／다카라즈카 글로리!」로 초무대. 그 후, 호시구미에 배속
댄서로서 두각을 나타내며, 2005년, 「그래도 배는 간다」에서 바우홀 공연 첫 히로인. 입단 2년만의 발탁이었다.
2007년, 「KEAN」 (일생극장 공연)으로 전과 이사 토도로키 유의 상대역을 미나미 마리와 함께 더블 히로인.
2008년, 바우 워크샵 「ANNA KARENINA」로 2번째 바우홀 공연 히로인. 이어서 「THE SCARLET PIMPERNEL」로 신인공연 첫 히로인. 그 후 3번 연속 신인공연 히로인을 맡았다.
2009년, 「코임브라 이야기」 (드라마시티/일본청년관 공연)으로 다시 한번 전과 토도로키 유의 상대역으로, 동상공연 히로인. 같은 해 12월 21일자로 츠키구미로 조이동, 12월 28일자로 츠키구미 톱여역에 취임. 키리야 히로무의 상대역으로, 이듬해의 「THE SCARLET PIMPERNEL」로 톱콤비 대극장 오히로메.
2012년 4월 22일, 「에드워드 8세／Misty Station」 도쿄공연 천추락을 기해, 키리야 히로무와 함께 다카라즈카 가극단을 퇴단.
퇴단 후, 단신으로 뉴욕에 건너가 댄스를 배우고, 귀국 후에는 무대를 중심으로 활동을 계속하고 있다.
2016년, 배우 나카가우치 마사타카와 결혼하였고, 2021년에 첫 아이를 출산했다고 알렸다.

## 수상이력
- 2009년, 『다카라즈카 가극단 연도상』 - 2008년도 신인상
- 2010년, 『한큐 스미레회 팬지상』 - 여역상
- 2011년, 『다카라즈카 가극단 연도상』 - 2010년도 우수상